# Gerd Hentschel
Gerd Hentschel (ur. 15 lipca 1953 w Hanowerze) – niemiecki profesor slawistyki Uniwersytetu w Oldenburgu.

## Zainteresowania naukowe
Jego prace badawcze skupiają się wokół socjolingwistyki i kontaktów językowych. Zajmuje się między innymi powiązaniami pomiędzy językami rosyjskim, białoruskim i ukraińskim, morfologią i gramatyką – w badaniu stosuje metody pracy analitycznej opartej na korpusach językowych. Istotnym obszarem badań Gerda Hentschela są zapożyczenia z języka niemieckiego w języku polskim, rosyjskim, ukraińskim i białoruskim. Zajmuje się również klasyfikacją etnolektu śląskiego z perspektywy slawisty, którego językiem ojczystym nie jest język polski. W jego obszarze zainteresowań naukowych jest język regionalny – kaszubski, a także gwara podhalańska.

## Życiorys
Maturę zdał w maju 1972 w Hölty-Gymnasium w Wunstorf. Następnie w latach 1972–1974 odbywał służbę wojskową, po zakończeniu której rozpoczął studia z lingwistyki słowiańskiej na Uniwersytecie w Getyndze, poza głównym kierunkiem studiów, miał przedmioty dodatkowe z filologii angielskiej oraz literatury słowiańskiej. Od października 1981 do grudnia 1986 był asystentem naukowym w leksykograficznym projekcie poświęconemu zapożyczeniom w języku polskim. W lipcu 1986 uzyskał stopień doktora na Uniwersytecie w Getyndze. Praca doktorska dotyczyła percepcji samogłosek i naturalnej fonologii w oparciu o kontrastową analizę języka niemieckiego i polskiego (niem. Vokalperzeption und Natürliche Phonologie. Eine kontrastive Untersuchung zum Deutschen und Polnischen). Od stycznia 1987 pełnił funkcję doradcy akademickiego na seminarium dotyczącym filologii słowiańskiej – było to stanowisko dla młodych pracowników naukowych na uniwersytecie w Getyndze, gdzie oficjalnie pełnił obowiązki zarówno dydaktyczne, jak i administracyjne. W latach 1990–1992 był stypendystą Niemieckiej Wspólnoty Badawczej (DFG). W czerwcu 1993 uzyskał habilitację w dziedzinie filologii słowiańskiej ze specjalnością językoznawczą na macierzystej uczelni. Temat rozprawy habilitacyjnej: Konstanten der Kasusvariation: zum Wechsel zwischen Nominativ und Instrumental sowie Akkusativ und Genitiv im Russischen. W 1993 został profesorem slawistyki na Uniwersytecie w Oldenburgu.

## Projekty naukowe
- Niemieckie zapożyczenia w językach słowiańskich (German loans in Slavic)
- Socjolingwistyczna analiza języka mieszanego na Białorusi (Sprachsoziologische Untersuchung der Mischsprache in Weißrussland)
- Diachroniczna morfologia w zakresie fleksji w językach słowiańskich (Diachronic inflectional morphology in Slavic)
- Odmiany morfosyntaktyczne (Morphosyntactic variation)
- Kontakty językowe pomiędzy rosyjskim a białoruskim/ukraińskim (Russian – Belorussian / Ukrainian language contact)[2]

## Wybór publikacji

### Monografie autorskie (współautorskie) lub pod redakcją
- Frequenzwörterbuch deutscher Lehnwörter im Schlesischen der Gegenwart – Słownik frekwencyjny niemieckich zapożyczeń leksykalnych we współczesnym lekcie śląskim. (Mit Kommentaren zur Etymologie – Z komentarzami etymologicznymi). Oldenburg: BIS-Verlag, 2021. (współaut. J. Tambor, I. Fekete) ISBN 978-3-8142-2390-2.
- Sprachkontakt-Sprachmischung-Sprachwahl-Sprachwechsel. Eine sprachsoziologische Untersuchung der weißrussisch-russisch gemischten Rede „Trasjanka” in Weißrussland. Frankfurt/M: Peter Lang, 2018. (współaut. B. Kittel, D. Lindner, M. Brüggemann, J.P. Zeller) ISBN 978-3-631-74662-2.
- Flexionsmorphologische Irregularität im innerslavischen Sprachkontakt. Sprachinhärente Präferenzen oder politisch-soziale Dominanz: Russisch vs. Weißrussisch / Ukrainisch – Polnisch vs. Kaschubisch / Lemkisch. Frankfurt: Peter Lang, 2017. (współaut. T. Menzel). ISBN 978-3-631-73730-9.
- Trasjanka und Suržyk – gemischte weißrussisch-russische und ukrainisch-russische Rede. Sprachlicher Inzest in Weißrussland und der Ukraine?. Frankfurt/M, 2014. (współred. O. Taranenko, S. Zaprudski). ISBN 978-3-653-05057-8.
- Secondary predicates in Eastern European languages and beyond. Oldenburg (= Studia Slavica Oldenburgensia 16), Oldenburg: BIS-Verlag der Carl von Ossietzky Universität Oldenburg, 2008. (współred. Ch. Schroeder, W. Boeder). ISBN 978-3-8142-2133-5.
- Studies in Polish morphology and syntax – synchronic and diachronic problems, München: Verlag Otto Sagner, 1993. (współred. R. Laskowski). ISBN 3-87690-545-1[3].

### Artykuły
- Śląski – gwara – dialekt – język? Spojrzenie z zewnątrz, w: Polonistyka na początku XXI wieku – Diagnozy, koncepcje, perspektywy, t. IV: Pogranicza, mniejszości, regiony, etnolingwistyka, red. J. Tambor, Katowice: Wydawnictwo Uniwersytetu Śląskiego 2018. ISBN 978-83-226-3582-7.
- New minor “Abstandsprachen” under the roof of a genetically close literary language? The case of Polish vs. Kashubian, Silesian and Podhalean, w: Minor languages – approaches, definitions, controversies, red. T. Stolz, J. Sterzer, Bochum: Brockmeyer, 2013.
- O składni i semantyce polskiej frazy z i z uzupełnieniem rzeczownikowym w porównaniu z niemiecką frazą z, w: Od fonemu do tekstu. Prace dedykowane Romanowi Laskowskiemu, Kraków: Wydawnictwo Lexis, 2006. ISBN 83-89425-24-6. (współaut. S. Anders).
- Die slavische Sprachenlandschaft am Anfang des 21. Jahrhunderts, w: Vielsprachiges Europa. Zur Situation der regionalen Sprachen von der Iberischen Halbinsel bis zum Kaukasus, red. E. Gugenberger, M. Blumberg. Sonderdruck: Peter Lang GmbH, Internationaler Verlag der Wissenschaften, 2003. ISBN 978-3-631-39708-4.
- O niemieckich zapożyczeniach leksykalnych i ich substytutach w polszczyźnie XIX wieku, w: Dzieje Słowian w świetle leksyki, red. J. Rusek, W. Boryś, L. Bednarczuk, Kraków: Wydawnictwo Uniwersytetu Jagiellońskiego, 2002. (współaut. T. Menzel)[3]